# Daphnia laevis
Daphnia laevis är en kräftdjursart som beskrevs av Birge 1879. Daphnia laevis ingår i släktet Daphnia och familjen Daphniidae. Inga underarter finns listade i Catalogue of Life.